# Galaz (kommun)
Galaz (franska: Galaz (CR), Galaz (Commune Rurale), arabiska: تمزكانة) är en kommun i Marocko.   Den ligger i provinsen Taounate och regionen Fès-Meknès, i den nordöstra delen av landet, 190 km öster om huvudstaden Rabat. Antalet invånare är 18 471.